# Drymarchon melanurus
Drymarchon melanurus är en ormart som beskrevs av Duméril, Bibron och Duméril 1854. Drymarchon melanurus ingår i släktet Drymarchon och familjen snokar. Inga underarter finns listade i Catalogue of Life.
Arten har flera från varandra skilda populationer i Central- och norra Sydamerika. Den hittas vid kusten i västra och östra Mexiko samt i södra Mexiko och Guatemala (kanske även Honduras och El Salvador). Andra populationer lever i bergstrakter i Colombia och nordvästra Venezuela. Drymarchon melanurus vistas i låglandet och i bergstrakter upp till 1900 meter över havet. Arten har mer eller mindre torra skogar, savanner, galleriskogar och mangrove som habitat. Nära vatten besöker den även andra landskap.
Individerna är aktiva på dagen eller under skymningen. De vistas på marken och vilar ofta i jordhålor. Ibland används övergivna bon av östliga kindpåsråttor. Ett exemplar hade ätit en annan orm av arten Mastigodryas pleei.
Skogsavverkningar kan hota det lokala beståndet. Några individer fångas och hölls som sällskapsdjur. Hela populationen anses vara stabil. IUCN kategoriserar arten globalt som livskraftig.